# Суд Евразийского экономического союза
Суд Евразийского экономического союза (англ. Court of the Eurasian Economic Union) — постоянно действующий судебный орган Евразийского экономического союза, учреждённый в соответствии с Договором о Евразийском экономическом союзе от 29 мая 2014 г. с целью обеспечения единообразного применения актов права ЕАЭС его государствами-членами и органами. Расположен в Минске.
Осуществляет судебную (разрешение споров) и консультативную (предоставление разъяснений) функции. Статус, состав, компетенция, порядок функционирования и формирования Суда определяются Статутом, который является приложением к Договору о ЕАЭС.

## История
До создания Евразийского экономического союза интеграционные процессы на постсоветском пространстве происходили на институциональной основе Евразийского экономического сообщества (ЕврАзЭС) и СНГ. В рамках ЕврАзЭС был создан Таможенный союз и Единое экономическое пространство Белоруссии, Казахстана и России.
Договором об учреждении ЕврАзЭС от 2000 года было предусмотрено создание Суда в рамках Сообщества. Однако суд не был сформирован сразу — в соответствии с соглашением между ЕврАзЭС и СНГ его функции были временно возложены на Экономический суд СНГ.
Суд ЕврАзЭС был сформирован 1 января 2012 года и действовал до 31 декабря 2014 года. В этот период шёл процесс кодификации договорно-правовой базы Таможенного союза и Единого экономического пространства в единый акт — Договор о ЕАЭС.
С созданием ЕАЭС органы ЕврАзЭС и само Сообщество были упразднены, на его месте возникла новая институциональная структура, в рамках которой создан Суд ЕАЭС. Суд функционирует с 1 января 2015 года — дня вступления в силу Договора о ЕАЭС.
Решения Суда ЕврАзЭС продолжают действовать «в прежнем статусе», что даёт возможность Суду ЕАЭС ссылаться на них в своих решениях.

## Состав

### Судьи
В состав Суда входят по два судьи от каждого государства-члена ЕАЭC. Судьи назначаются на должность Высшим Евразийским экономическим советом по представлению государств-членов. Срок полномочий судьи составляет 9 лет. Судьи должны обладать высокими моральными качествами, являться специалистами высокой квалификации в области международного и внутригосударственного права, а также, как правило, соответствовать требованиям, предъявляемым к судьям высших судебных органов.
Судьи при вступлении в должность приносят присягу. Вне зависимости от гражданства все судьи обладают одинаковым статусом и равны при отправлении правосудия. Судьи независимы — они не могут представлять интересы государственных или межгосударственных органов и организаций, коммерческих структур, политических партий и движений, а также территорий, наций, народностей, социальных и религиозных групп и отдельных лиц.
С 1 января 2024 года в состав Суда входят 10 судей:
| Государство-член | Судья                              |
| ---------------- | ---------------------------------- |
| Армения          | Эрна Владимировна Айриян           |
| Армения          | Араик Георгиевич Тунян             |
| Белоруссия       | Дмитрий Петрович Александров       |
| Белоруссия       | Андрей Александрович Забара        |
| Казахстан        | Ербол Жукатович Исмаилов           |
| Казахстан        | Аскар Булатович Кишкембаев         |
| Кыргызстан       | Айжамал Мусуратбековна Ажибраимова |
| Кыргызстан       | Марат Таштанович Кайыпов           |
| Россия           | Алексей Александрович Дронов       |
| Россия           | Наталья Владимировна Павлова       |

### Председатель Суда
Руководство деятельностью Суда осуществляет Председатель. Председатель и заместитель избираются на должности из состава Суда большинством судей и утверждаются Высшим советом, при этом Председатель и заместитель Председателя не должны являться гражданами одного и того же государства-члена. Срок полномочий Председателя и его заместителя — 3 года.
Председатель организует деятельность, утверждает порядок организации и деятельности Суда, назначает на должность и освобождает от должности сотрудников и должностных лиц Суда. По каждому делу Председатель определяет состав Суда и судью — докладчика, передаёт заявления (жалобы) на рассмотрение соответствующему составу Суда.
| № | Срок      | Председатель Суда  | Государство-член |
| - | --------- | ------------------ | ---------------- |
| 1 | 2015-2018 | Александр Федорцов | Белоруссия       |
| 2 | 2018-2020 | Жолымбет Баишев    | Казахстан        |
| 3 | 2021-2023 | Эрна Айриян        | Армения          |
| 4 | 2024-2026 | Алексей Дронов     | Россия           |

### Аппарат Суда
Деятельность Суда обеспечивает Аппарат. В его структуру входят секретариаты судей и Секретариат Суда.
Секретариат судьи состоит из советника судьи и помощника судьи.
Секретариат Суда состоит из экспертно-аналитического отдела и отдела финансовой и организационно-кадровой работы. Секретариат Суда возглавляет руководитель, имеющих двух заместителей. Общая штатная численность Секретариата Суда — 34 единицы. Информация о конкурсах на занятие должностей в Секретариате Суда размещается на официальном сайте Суда

## Цели и компетенция Суда ЕАЭС
Целью деятельности Суда является обеспечение единообразного применения государствами-членами и органами ЕАЭС актов, составляющих право ЕАЭС:
- Договора о Евразийском экономическом союзе;
- международных договоров, заключённых в рамках Союза;
- международных договоров, заключаемых Союзом с третьей стороной;
- решений органов Союза (Высшего совета, Межправительственного совета, Евразийской экономической комиссии).

Для реализации этой цели Суд разрешает споры, возникающие по вопросам применения права ЕАЭС, и осуществляет разъяснение актов права ЕАЭС.
Суд ЕАЭС является единственным органом, в компетенцию которого входит судебный пересмотр решений Евразийской экономической комиссии. Национальные суды государств-членов решения Комиссии пересматривать не могут.
В компетенцию Суда не входит наделение органов Союза дополнительной компетенцией помимо той, которая прямо предусмотрена Договором о ЕАЭС и (или) международными договорами в рамках Союза.

### Разрешение споров

#### По заявлениям государств-членов ЕАЭС
Государство-член ЕАЭС может обратиться в Суд с заявлением:
- о соответствии международного договора, заключённого в рамках ЕАЭС, или его отдельных положений Договору о ЕАЭС;
- о соблюдении другим государством-членом Союза Договора о ЕАЭС, иных международных договоров в рамках ЕАЭС и (или) решений органов ЕАЭС, (отдельных положений);
- о соответствии решения Евразийской экономической комиссии (отдельных положений) Договору о ЕАЭС, международным договорам в рамках ЕАЭС и (или) решениям органов ЕАЭС;
- об оспаривании действия (бездействия) Евразийской экономической комиссии;

К настоящему времени Суд рассмотрел лишь одно дело по заявлению государства-члена. В 2016 г. Россия обратилась в Суд с заявлением о несоблюдении Белоруссией Договора о ЕАЭС и других международных договоров в рамках Союза в связи с пересмотром белорусскими таможенными органами решений, ранее принятых российскими таможенными органами. Судом заявление России удовлетворено частично.

#### По заявлениям хозяйствующих субъектов
Хозяйствующий субъект (индивидуальный предприниматель или юридическое лицо), независимо от места его регистрации (в государствах-членах ЕАЭС или за его пределами) может обратиться в Суд с заявлением:
- о соответствии решения Евразийской экономической комиссии (отдельных положений) Договору о ЕАЭС и (или) международным договорам в рамках Союза;
- об оспаривании действия (бездействия) Евразийской экономической комиссии.

При этом оспариваемое решение, действие или бездействие должны непосредственно затрагивать права и законные интересы обращающегося субъекта в сфере предпринимательской и иной экономической деятельности. Оспорить можно только решения, действия или бездействия Комиссии, которые повлекли нарушение прав и законных интересов истца.
По итогам рассмотрения спора Суд выносит решения, обязательные для исполнения Евразийской экономической комиссией.
|                                           | 2015 | 2016 | 2017 | 2018 | 2019 | 2020 | 2021 | 2022 | 2023 | Итого |
| ----------------------------------------- | ---- | ---- | ---- | ---- | ---- | ---- | ---- | ---- | ---- | ----- |
| Об оспаривании решений ЕЭК                | 1    | 5    | 2    | 1    | 3    | 4    | 12   | 6    | 7    | 41    |
| Об оспаривании действия (бездействия) ЕЭК | 1    | 1    | -    | 1    | -    | 2    | 3    | 2    | 1    | 11    |
| Итого                                     | 2    | 6    | 2    | 2    | 3    | 6    | 15   | 8    | 8    | 52    |

#### Обязательное досудебное урегулирование
Спор не принимается к рассмотрению Судом без предварительного обращения истца к ответчику для урегулирования вопроса в досудебном порядке путём консультаций, переговоров или иными способами, за исключением случаев, прямо предусмотренных Договором о ЕАЭС. Если ответчик в течение 3 месяцев со дня поступления к нему обращения истца не принял мер по урегулированию вопроса в досудебном порядке, заявление о рассмотрении спора может быть направлено в Суд. По взаимному согласию сторон спора спор может быть передан на рассмотрение Суда до истечения указанного срока.

### Разъяснение права ЕАЭС
Государство-член или орган ЕАЭС могут обратиться в заявлением о разъяснении актов права ЕАЭС. Суд осуществляет разъяснение путём предоставления консультативного заключения. Такое заключение имеет рекомендательный характер и не лишает государства-члены права на совместное толкование ими международных договоров.
Кроме того, с заявлением о разъяснении могут обратиться сотрудники и должностные лица органов ЕАЭС.
| 2015 | 2016 | 2017 | 2018 | 2019 | 2020 | 2021 | 2022 | 2023 | Итого |
| ---- | ---- | ---- | ---- | ---- | ---- | ---- | ---- | ---- | ----- |
| -    | 2    | 5    | 5    | 4    | 2    | 2    | 4    | 4    | 28    |

## Порядок обращения
Статутом установлен круг субъектов, которые могут обращаться с заявлениями в Суд. К ним относятся государства-члены ЕАЭС, Евразийская экономическая комиссия, хозяйствующие субъекты вне зависимости от места их регистрации, сотрудники и должностные лица органов ЕАЭС.

### Обращение государства-члена
Государствами-членами ЕАЭС установлены перечни органов и организаций, обладающих правом на обращение в Суд ЕАЭС. В некоторых случаях разделяется вид заявлений, с которыми может обращаться тот или иной орган: например, некоторые органы и организации могут обращаться в Суд только с заявлениями о разрешении споров (судебная процедура), другие — только с заявлениями о разъяснении (консультативная процедура).
| Государство-член | Органы и организации, уполномоченные на обращение в Суд ЕАЭС |
| ---------------- | --- |
| Армения          | Министерство юстиции |
| Белоруссия       | Министерство юстиции |
| Казахстан        | Генеральная прокуратура Министерство иностранных дел Министерство промышленности и строительства Министерство транспорта Министерство национальной экономики Министерство торговли и интеграции Министерство юстиции Министерство финансов Агентство по защите и развитию конкуренции Национальная палата предпринимателей «Атамекен» |
| Кыргызстан       | Министерство юстиции Министерство иностранных дел Министерство экономики Министерство транспорта и дорог Министерство финансов Министерство сельского хозяйства, пищевой промышленности и мелиорации Центр судебного представительства Правительства Кыргызской Республики                                                            |
| Россия           | Министерство юстиции Генеральная прокуратура |

### Обращение хозяйствующего субъекта
В Суд могут обращаться хозяйствующие субъекты, зарегистрированные в соответствии с законодательством в качестве юридических лиц либо индивидуальных предпринимателей. При обращении в Суд хозяйствующий субъект обязан уплатить пошлину в размере 54 859 российских рублей.
Требования к содержанию заявления хозяйствующего субъекта содержатся в статье 9 Регламента Суда.
На сайте Суда приводится примерная форма заявления и практические рекомендации по его составлению.

### Обращение сотрудников органов ЕАЭС
Сотрудники или должностные лица органов ЕАЭС могут подавать в Суд заявления о разъяснении при наличии документов, подтверждающих факт трудоустройства в Евразийской экономической комиссии или Суде.
Требования к содержанию заявления сотрудника содержатся в статье 11 Регламента Суда.

## Организация судопроизводства

### Составы Суда
Суд рассматривает дела в составе Большой коллегии Суда, Коллегии Суда и Апелляционной палаты Суда.
- Большая коллегия Суда рассматривает дела о разрешении споров по заявлениям государств-членов ЕАЭС, а также дела о разъяснении. В состав Большой коллегии Суда входят все 10 судей, председательствующим на заседаниях Большой коллегии является Председатель Суда.
- Коллегия Суда рассматривает дела о разрешении споров по заявлению хозяйствующих субъектов к Евразийской экономической комиссии. В состав Коллегии Суда входят 5 судей, по одному от каждого государства-члена. Председательствующим на заседаниях Коллегии Суда является судья-докладчик по делу.
- Апелляционная палата Суда рассматривает жалобы на решения Коллегии Суда. В состав Апелляционной палаты входят 5 судей, не участвовавших в рассмотрении дела в составе Коллегии Суда.

### Применимое право
Суд при осуществлении правосудия применяет:
- общепризнанные принципы и нормы международного права;
- Договор о Евразийском экономическом союзе, международные договоры, заключённые в рамках Союза и иные международные договоры, участниками которых являются государства — стороны спора;
- решения и распоряжения органов ЕАЭС;
- международный обычай как доказательство всеобщей практики, признанной в качестве правовой нормы.

### Принципы судопроизводства
Суд осуществляет судопроизводство на основе следующих принципов:
- независимость судей;
- гласность разбирательства;
- публичность;
- равенство сторон спора;
- состязательность;
- коллегиальность.

### Порядок судопроизводства
- По разрешению споров — урегулирован главой V Регламента Суда
- В Апелляционной палате — урегулирован главой VII Регламента Суда
- По делам о разъяснении — урегулирован главой VII Регламента Суда

## Здание
Суд ЕАЭС располагается в центре Минска в Доме Козиной. В этом же здании в 2012—2014 располагался Суд ЕврАзЭС.